# Lista de membros do Mayhem
Lista completa das formações  da banda norueguesa de black metal Mayhem.  Mayhem foi formado em 1984 em Oslo, e esteve brevemente inativo no ano de 1993 devido a morte do guitarrista/fundador da banda Euronymous, sendo reformado dois anos depois.